# Кухня ангелов (Мурильо)
«Кухня ангелов» (исп. La cocina de los ángeles) — картина испанского художника Бартоломе Эстебана Мурильо, написанная в 1646 году для монастыря францисканцев. Полотно находится в музее Лувра в Париже. Французский писатель Мишель Бютор включил картину в список «105 шедевров западной живописи».

## История
Картина была написана Мурильо в 1646 году для небольшого монастыря ордена францисканцев в Севилье в серии из двенадцати полотен, посвящённых истории ордена. В серию входят «Экстаз святого Франциска» (Королевская академия изящных искусств Сан-Фернандо, Мадрид); «Святой Диего насыщает нищих» (Королевская академия изящных искусств Сан-Фернандо, Мадрид), «Брат Юлиан из Алкалы» и «Душа Филиппа II» (Институт искусств Стерлинга и Франсин Кларк, Уильямстаун, США), «Кончина святой Клары» (Дрезденская галерея), «Непорочное Зачатие» (утеряна); «Святой Диего» (утеряна); «Святой Диего Алкалинский и епископ Памплонский» (Музей августинцев, Тулуза, Франция), «Святой Сальвадор де Орта», или «Чума», (у герц. Поццо-ди-Борго, Париж); «Блаженный Жиль перед Григорием IX» (Художественный музей Северной Каролины, Роли, США); «Два францисканских монаха» (Национальная галерея Канады, Оттава, Канада); «Брат Хуниперо и бедняк» (Музей изобразительных искусств, Доль, Франция).
С 1810 году картина находилась в Севильском Алькасаре. Во время наполеоновских войн картина вместе со множеством других произведений искусства была реквизирована французским маршалом Никола Жан де Дьё Сультом и в 1813 году оказалась в Париже в его коллекции. В 1858 году картина была приобретена французским государством в ходе распродажи коллекции Сульта и с тех пор находится в Лувре.

## Описание
Полотно «Кухня ангелов» иллюстрирует не прояснённый эпизод францисканской историографии. Речь, возможно, идёт о брате Франсиско Пересе из Алькалы-де-Гуадаира, отвечающим за кухни. Он в течение 30 лет был помощником на кухне монастыря Святого Франциска Великого. Согласно легенде он был ярым молельщиком и однажды так увлёкся, что забыл свои обязанности. Когда он очнулся, то обнаружил, что его труды чудесным образом были исполнены. Мурильо изобразил чудесный момент истории, наполненный очаровательными деталями. 
На левой стороне полотна изображены настоятель монастыря с гостями, которые заглядывают на монастырскую кухню, и им открывается удивительная картина: брат Франсиско, окружённый аурой золотистого света, парит над землёй в мистическом упоении. Рядом с ним в центре композиции стоят два изящно раскрашенных ангела с богато окрашенными крыльями, а справа путти и ангелы занимаются приготовлением еды: они перемалывают специи, размешивают тушеное мясо с овощами и накрывают на стол посреди живописного натюрморта овощей и посуды. 